# Kostel svatého Prokopa (Žižkov)
Kostel svatého Prokopa v Praze 3-Žižkově je římskokatolický farní kostel. Nachází se na Sladkovského náměstí a je jednou z architektonických dominant celého Žižkova, zejména pak jeho štíhlá, 73 metrů vysoká věž. U kostela působí farnost u sv. Prokopa Praha-Žižkov.

## Stavba kostela
Základní kámen tohoto kostela byl položen 30. října 1898 na místě kaple svatého Jana Nepomuckého viniční usedlosti Reismonka u příležitosti 50. výročí panování císaře Františka Josefa I. a posvěcen kardinálem Františkem Schönbornem. Z tohoto důvodu se mu v prvních letech existence také říkalo „Jubilejní“ kostel. Plány na stavbu trojlodního sloupového chrámu vypracovali architekti Josef Mocker a František Mikš.
Stavba kostela trvala celých 5 let, až mohl konečně 27. září 1903 pražský arcibiskup, kardinál Lev Skrbenský z Hříště posvětit nový novogotický chrám za přítomnosti místodržitele Království českého hraběte Ferdinanda Karla Coudenhove s chotí. Prvním farářem byl jmenován Mons. Eduard Šittler.

## Vnější podoba

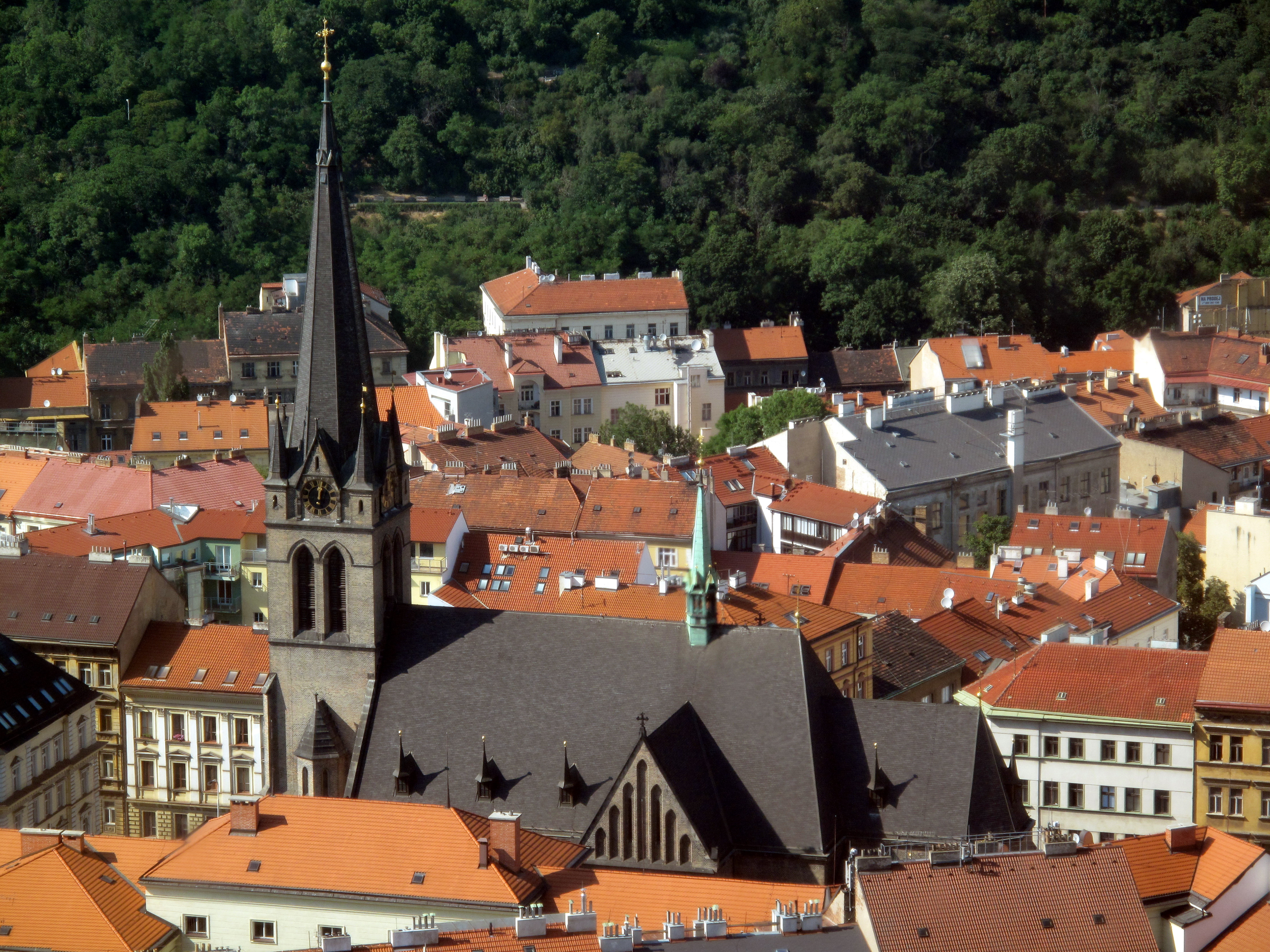
Kostel svatého Prokopa ze Žižkovské věže

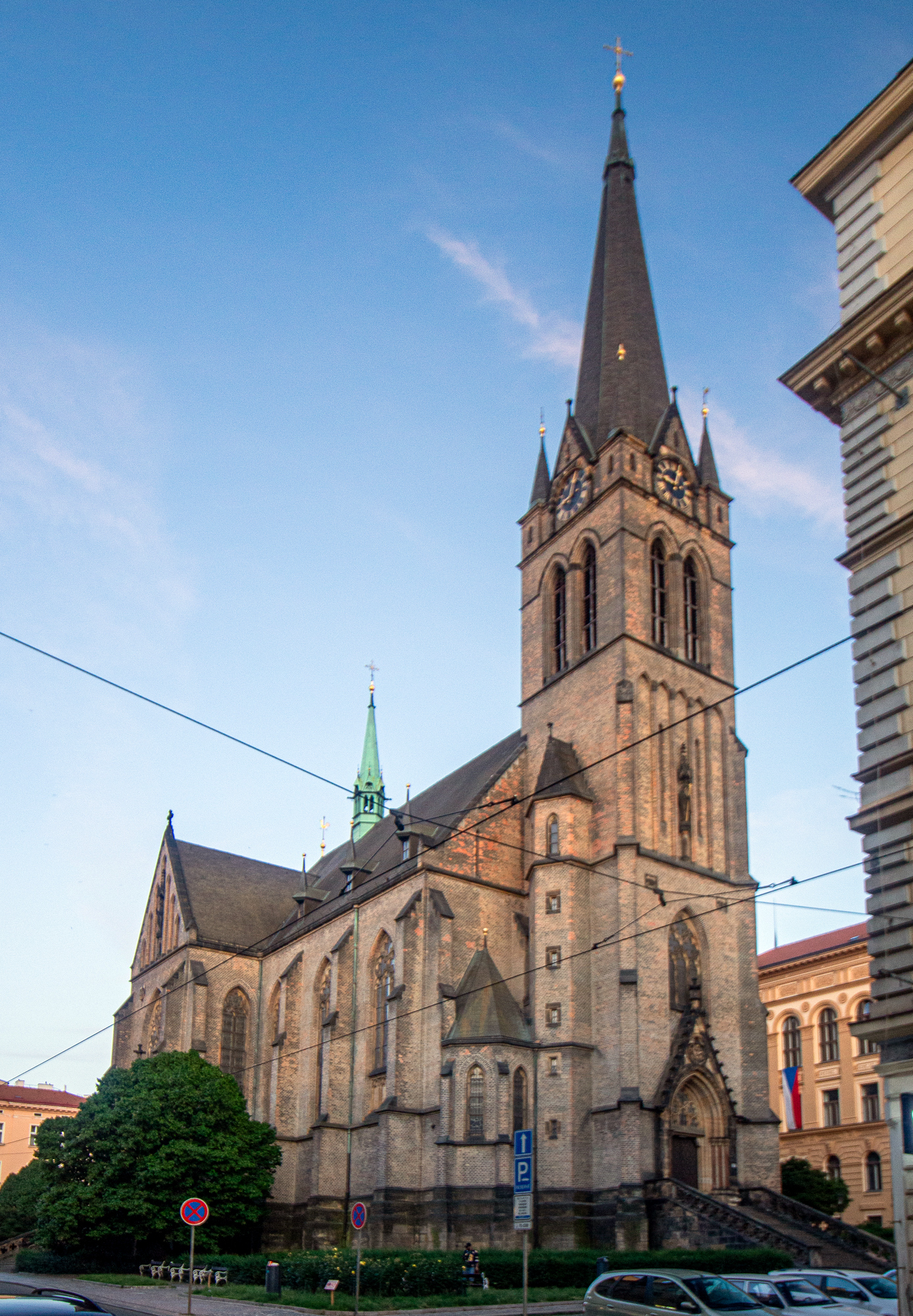
Pohled na kostel od Seifertovy ulice

Chrám je dlouhý přes 51 metrů, pojme až dva tisíce osob. Výška křížové klenby dosahuje 16 metrů, věž je vysoká 73 metrů. Jeho šířka činí 17 metrů.
Do kostela lze vstoupit jedním ze dvou schodišť o 21, resp. 24 stupních, která se nalézají na jeho severní a západní straně. Nad severním (hlavním) vchodem je vzácný tympanon s reliéfem Madony s Dítětem, kterému zdejší patron Svatý Prokop podává model kostela. Nad druhým, západním (bočním) vchodem je socha sv. Vojtěcha, který zve návštěvníky do chrámu. Obě díla pocházejí z dílny sochaře Josefa Pekárka, žáka Myslbekova.

## Interiér

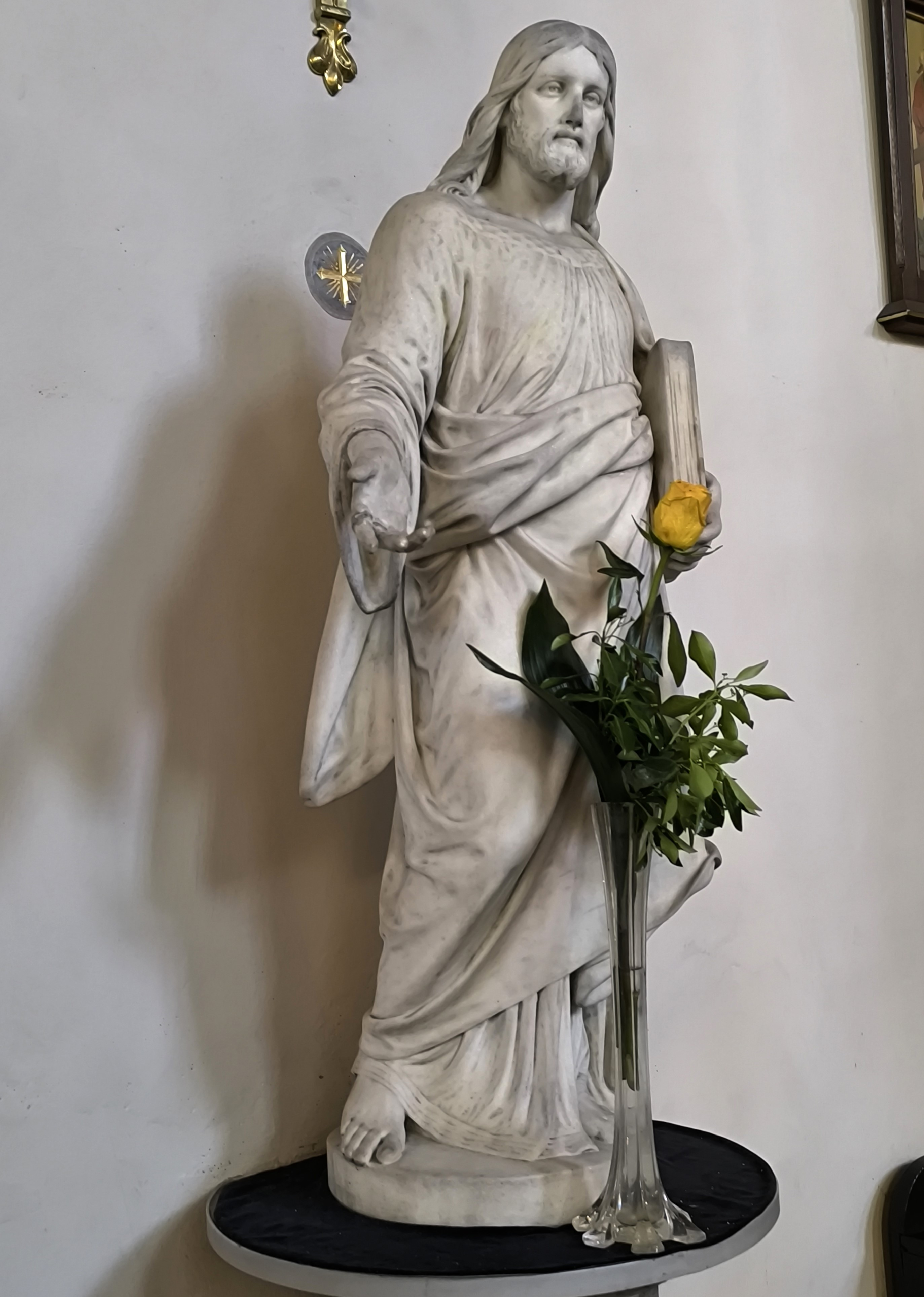
Socha Salvátora, Anton Schmidgruber, Vídeň 1888

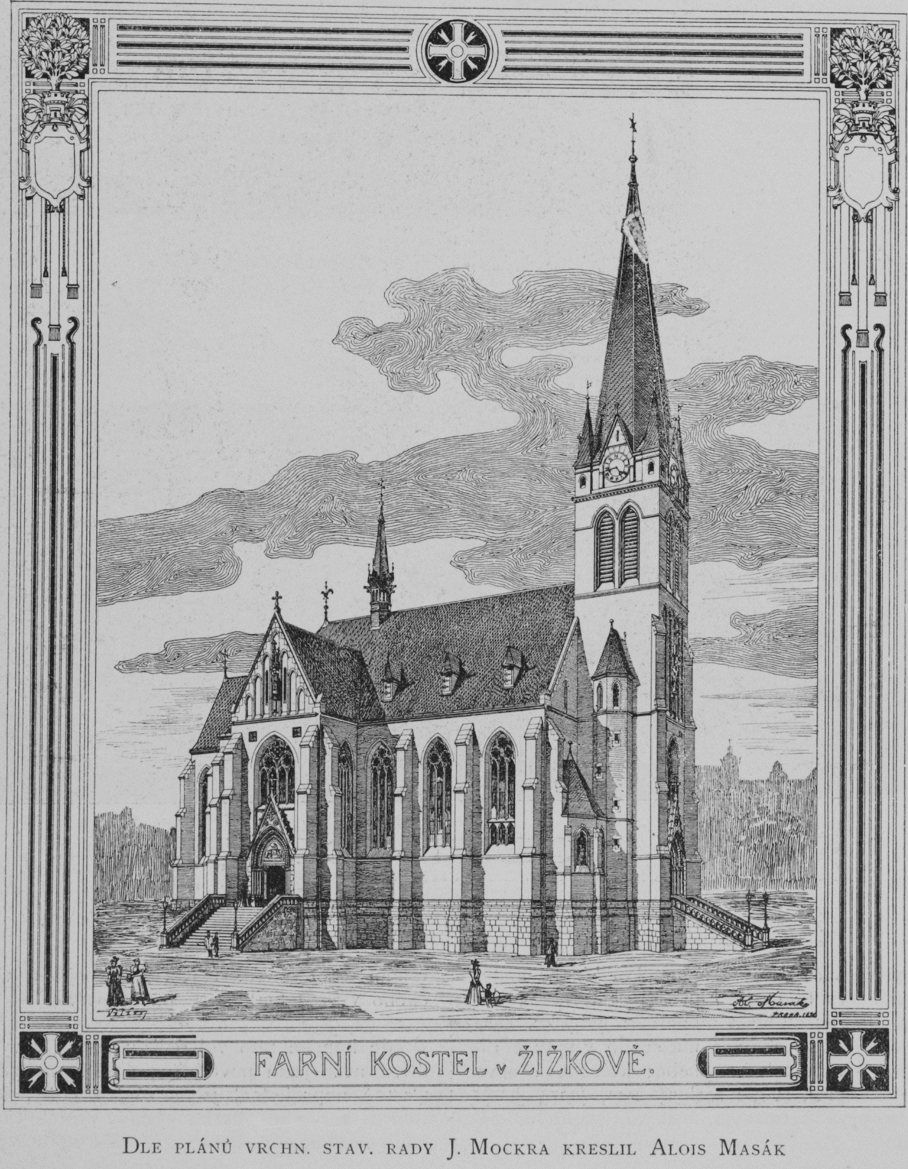
Kostel sv. Prokopa podle kresby Aloise Masáka

Kostel je síňové trojlodí s novogotickými křížovými klenbami, nesenými na sloupech.
Zařízení interiéru tvoří čtyři oltáře. Nejproslulejší je obraz Karla Škréty Svatý Václav, obránce Prahy proti Švédům z roku 1649, pocházející z Emauzského kláštera.
- Hlavní oltář je novogotický, projektovaný architektem Františkem Mikšem. Má čtyři křídla na způsob archy, uprostřed níž je socha sv. Prokopa v řeholním rouchu, obklopeného sv. Cyrilem a sv. Metodějem od sochaře Štěpána Zálešáka. Osm deskových obrazů, věnovaných významnými českými šlechtickými rody, představuje výjevy ze života sv. Prokopa, patrona chrámu. Obrazy maloval K. L. Klusáček. Vršek oltáře zdobí skupina Ukřižování Páně.

- Na bočním oltáři upoutá soška Madony s Ježíškem, snad originál z 1. poloviny 15. století, která byla zachráněna za třicetileté války v domě U Tří žaludů na Novém Městě, kde byla uschovávaná až do roku 1742. Boční oltáře Panny Marie (vpravo) s deskovými výjevy z jejího života a oltář Božského Srdce Páně (vlevo) s obrazy sv. Augustina a sv. Aloise zhotovil také Štěpán Zálešák.
- Volně stojící sochu Krista Salvátora z bílého mramoru vytesal vídeňský sochař Anton Schmidgruber již roku 1888.
- Opuková kazatelna se žulovými schody je zhotovena podle návrhu architekta Františka Mikše.
- Varhany na prostranné kruchtě zhotovila žižkovská firma Emanuela Petra v roce 1912. Jejich umístění je v gotické skříni architekta Františka Mikše. Později, v roce 1979 došlo k jejich přestavbě a rozšíření ze 42 rejstříků na současných 52 firmou Igra.[2]
- Barokní benátský lustr daroval kostelu kníže Auersperg.
- Vitráže v oknech byly zhotoveny podle návrhů malíře K. L. Klusáčka. Poslední okno v jižní lodi bylo zdařile doplněno teprve v roce 1992 podle původního návrhu Cyrila Boudy. Výjev zobrazuje setkání knížete Oldřicha se sv. Prokopem v lesích u Sázavy.

V letech 1992–1997 byl kostel restaurován a rekonstruován.